# Hytte

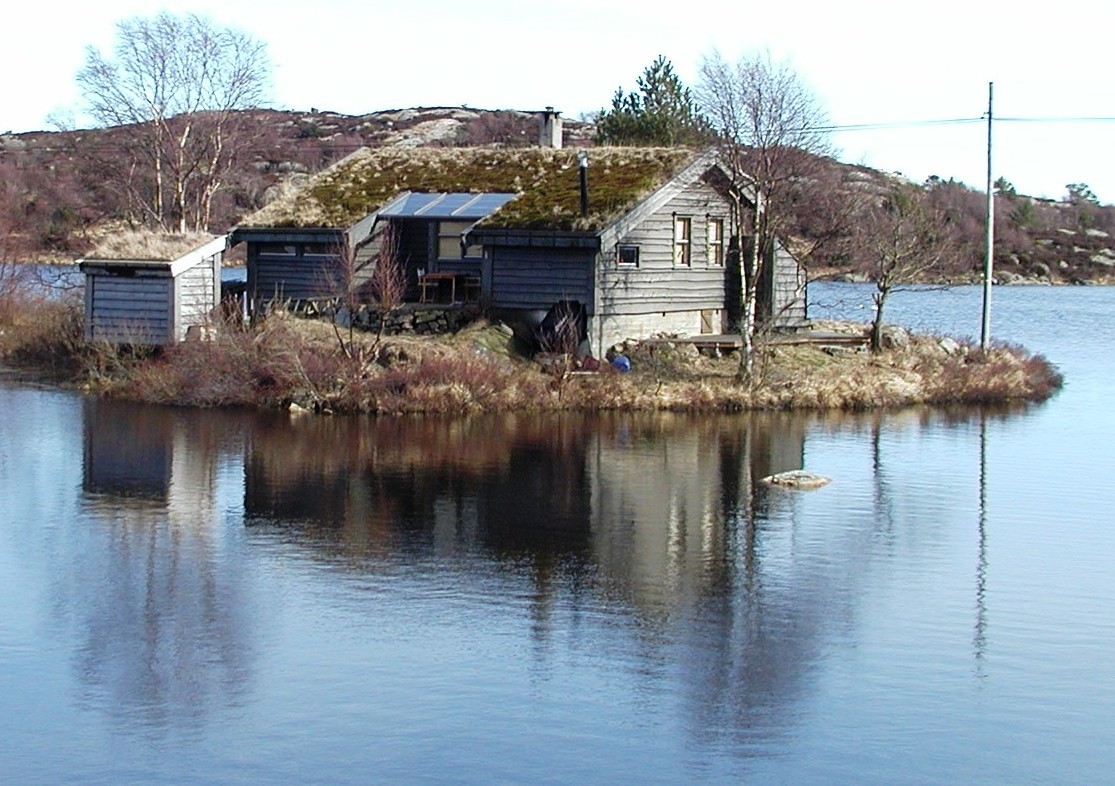
Eine typische Hytte

Eine Hytte, norwegisch „Hütte“, ein norwegisches Ferienhaus, ist zumeist eine Holzkonstruktion, deren Einrichtung von sehr einfach, ohne Strom und Wasser, bis hin zu sehr aufwendig sein kann. Sie wird zur Wochenenderholung und längeren Ferienaufenthalten genutzt. Während den Norwegern eine Hytte früher nicht abgelegen genug sein konnte, schätzt man heute leichte Erreichbarkeit und Komfort. Während die klassische Hytte selten größer als 30 bis 40 Quadratmeter ist, hat eine 2020 gebaute durchschnittlich 96 Quadratmeter Fläche; nicht ungewöhnlich sind 120 bis 150 Quadratmeter und mehr.